# 羅森堡冰川
羅森堡冰川（英語：Rosenberg Glacier）是南極洲的冰川，位於瑪麗伯德地，流經阿梅斯山脈西坡，美國地質調查局根據測量和該國海軍的空中照片繪入地圖，現時由南極條約體系管理。